# 福成寺 (香川県琴平町)
福成寺（ふくじょうじ）は、香川県仲多度郡琴平町に所在する日蓮正宗の寺院。山号は大松山。

## 起源と歴史
- 1745年（延享2年）2月16日 - 讃岐本門寺20代・日量の弟子で讃岐本門寺塔中奧之坊12代・信行院日忠により建立される。
- 1882年（明治15年） - 日蓮宗興門派（本門宗）寺院として再建される。
- 1941年（昭和16年） - 本門宗寺院として三派合同に参加。日蓮宗所属に。
- 1946年（昭和21年）4月12日 - 本山讃岐本門寺および他の末寺9カ寺〔中之坊・奥之坊・法善坊・泉要坊・西之坊・上之坊・宝光坊・西山坊・妙行寺〕とともに日蓮宗を離脱、日蓮正宗に合流。
- 1975年（昭和50年）3月11日 - 琴平町苗田から同町榎井へ移転。この時山号を「小松山」から「大松山」と改称。

## 寺院周辺
- 琴平町役場

## 交通アクセス
- JR土讃線 琴平駅から徒歩5分。
- 高松琴平電鉄琴平線 琴電琴平駅から徒歩5分。